# Kenny G Collection
Kenny G Collection é uma coletânea do saxofonista Kenny G, lançado em agosto de 2010. No Brasil chegou na posição 3 dos mais vendidos no Brasil, segundo a Nielsen/ABPD.

## Faixas
1. "Dying Young"
2. "Silhouette"
3. "Songbird"
4. "How Cold an Angel Break My Heart"
5. "You're Beautiful"
6. "Going Home"
7. "Loving You"
8. "We've Saved the Best for Last"
9. "The Moment"
10. "Don't Make Me Wait For Love"
11. "Yesterday"
12. "Midnight Motion"
13. "You Send Me"
14. "Foverer in Love"
15. "Sade"